# 王富民
王富民（1959年—），云南宣威人，回族，中华人民共和国政治人物、第十一届全国人民代表大会云南地区代表。
毕业于中央党校函授学院经济管理专业，是中共党员。担任云南省曲靖市国土资源局局长。2008年起担任全国人大代表。